# Albert De Roocker
Albert Louis De Roocker (Dendermonde, 25 gennaio 1904 – Lebbeke, 8 marzo 1989) è stato uno schermidore belga, vincitore di una medaglia d'argento nella scherma ai giochi olimpici.